# Непристойність

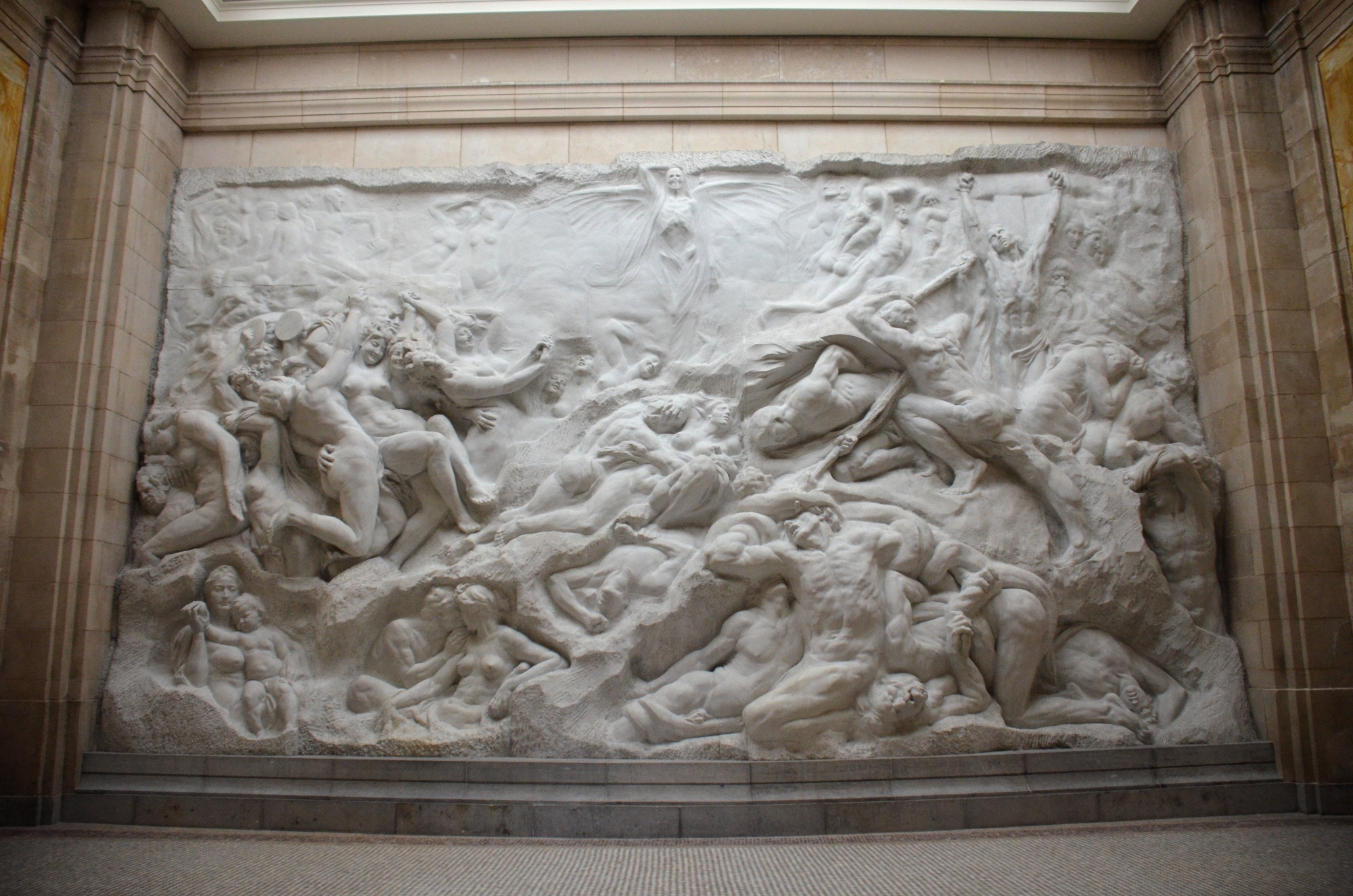
У той час рельєф «Людські пристрасті» Джефа Ламбо визнали непристойним.

Непристойність стосується стандартів або етики, які зазвичай сприймаються як негативні в суспільстві. Воно відрізняється від речей, які є незаконними, тим, що неадекватна поведінка не обов'язково має будь-які супутні правові наслідки.

## Компендіум

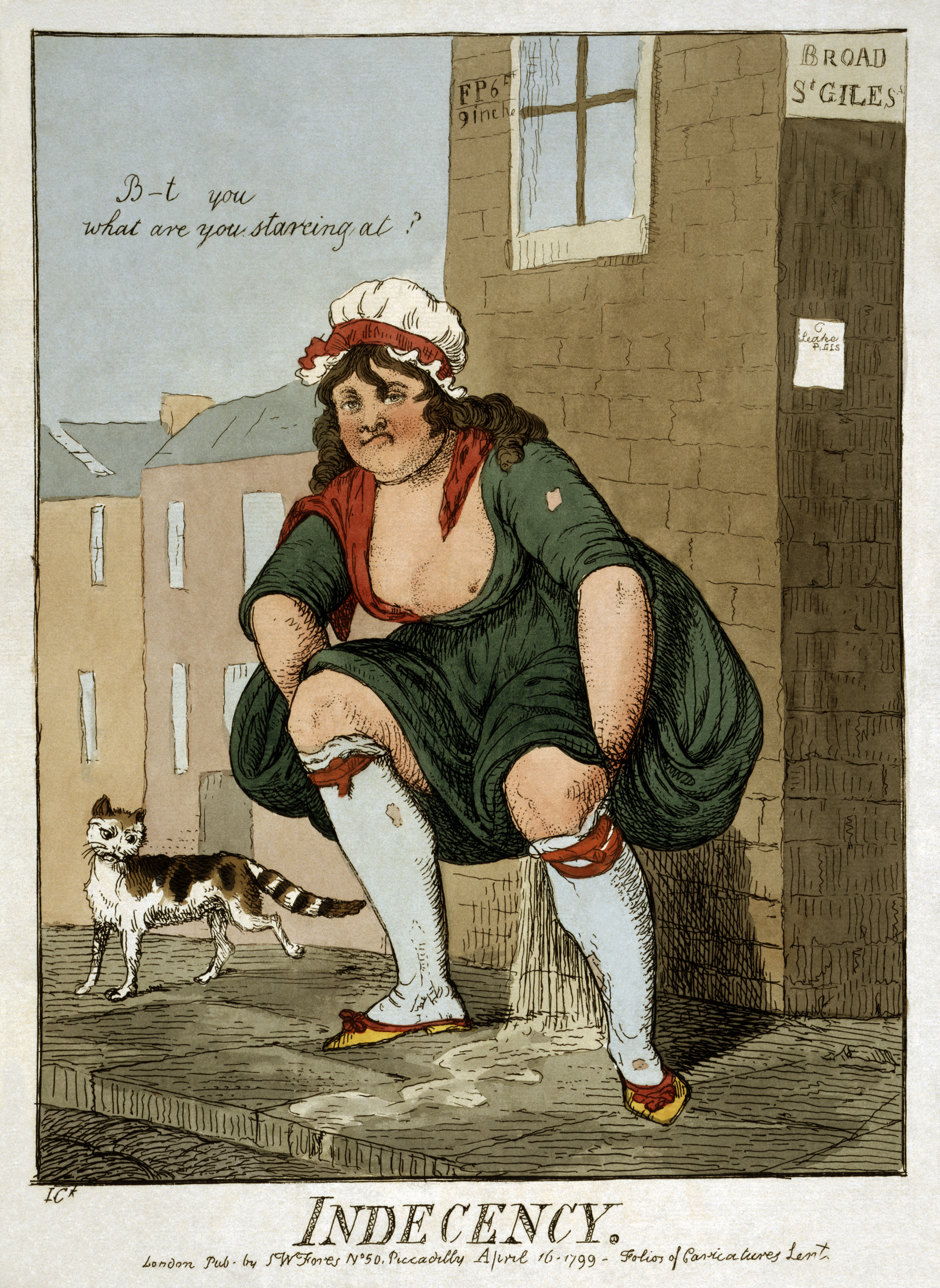
Непристойність Ісаака Крукшенка

Синоніми непристойності включають безсоромність (без скромності в інтимних справах), безстидність, брутальність, вульгарність, похабність, розпусність, соромітність, сороміцькість, стидкість. Хоча соціальні проблеми, як правило, заборонені в суспільстві загалом, є багато прикладів, коли різні юрисдикції надають своїм мешканцям повну свободу дій щодо певних аспектів свого життя, щоб вони могли контролювати себе без будь-якого нав'язування. Наприклад, попри те, що пукати в переповненому ліфті легально, існує сильний соціальний тиск цього не робити. Інші соціально суперечливі поведінки, такі як тютюнопаління під час вагітності, можуть отримати заяву від громадської охорони здоров'я, а не від правоохоронних органів. Цей термін також використовувався для негативного позначення вживання рекреаційних наркотиків. Усе частіше цей термін використовується в контексті сексуальних домагань, особливо дотиків до ерогенних зон, таких як геніталії, або надсилання фотографій інтимних місць.

## Регулювання
У Сполучених Штатах Верховний суд постановив у справі FCC проти Pacifica Foundation (1978), що Федеральна комісія зв'язку має право карати захищені Конституцією, але «непристойні» висловлювання на радіо та телебаченні. У 2001 році Федеральна комісія зв'язків США випустила рекомендації щодо непристойності. Трансляція непристойних матеріалів по радіо та телебаченню заборонена з 6 ранку до 22 години вечора.